# كورتيميليا
كورتيميليا هيبلدية (كوميون) في مقاطعة كونيو في منطقة بيدمونت الإيطالية، وتقع على بعد حوالي 70 كيلومتر (43 ميل) جنوب شرق تورينو وحوالي 60 كيلومتر (37 ميل) شمال شرق كونيو.
تقع كورتيميليا على حدود البلديات التالية: بيرغولو، بوسيا، كاستينو، بيرليتو، بيتسولو فاللي أوتسوني، سيرولي، توري بورميدا.
تشتهر كورتيميليا بإنتاج أحد أشهر أنواع البندق، وهو توندا جنتيلي دي لانجا، الذي حصل على مرتبة IGP. في شهر أغسطس من كل عام، تحتفل المدينة بفعالية تعرف باسم Sagra della Nocciola (أي معرض البندق).